# Стадион Елиас Агире
Стадион Елиас Агире (шп. Estadio Capitan Remigio Elías Aguirre Romero) је вишенаменски стадион у Чиклају, Перу. Стадион се углавном користи за фудбалске утакмице, фудбалски клуб Хуан Аурич користи овај стадион. Постоје и садржаји за кориштење за атлетских такмичења. Стадион може да прими 24.500 гледалаца. Стадион је добио име по Елиасу Агуиреу Ромеру (1843–1879), перуанском поморском хероју. Тренутни капацитет стадиона је 23.000 гледалаца (може се ограничити на 20.000 из сигурносних разлога) након реновирања обављеног за Копа Америка 2004. године, а постављена је и уметна трава за Светско првенство ФИФА У-17 2005. године.

## Историја стадиона
Стадион капетан Ремихио Елиас Агуире Ромеро изграђен је 1970. године и реновиран 2004. године за Копа Америка одржаним у Перуу. Стадион је био домаћин за пет утакмица за овај турнир на којима су учествовале фудбалске репрезентације Перуа, Аргентине, Мексика, Уругваја и Еквадора. Утакмица која је отворила шампионат Елиас Агуиреа на овом турниру била је нерешена групна фаза 2:2 између Мексика и Уругваја, а утакмица која је затворила њено учешће била је победа Аргентине 1:0 над домаћином Перуом у четвртфиналу. Стадион је био касније још мало реновиран за Светско првенство у фудбалу У-17 2005. године. Обнова се састојала од инсталирања подлоге, Политан Лигатурфа, који је добио прелазну оцену ФИФА са једном звездицом.  Током овог првенства, Елиас Агуире је био домаћин на шест утакмица, пет утакмица групне фазе и један меч полуфинала.
Стадионом управља регионална влада Ламбајеке, а углавном га користе локални тимови из Чиклаија који учествују на перуанском купу. Осим тога, фудбалски клуб Хуан Аурич успео је да се пробије у Примера дивизију 2007. године након што је освојио Копа Перу 2007. године. Они играју у Примера дивизији од 2008. године и пласирали су се на Копа либертадорес 2010. у којем је стадион био домаћин међународних утакмица против аргентинских браниоца титуле Естудиантес де Ла Плата и боливијског Боливара, мексичког Естудиантес Текоса поред локалног Алианза Лиме.
Поред фудбалских догађаја, стадион може да угости догађаје на лаком терену и налази се у оквиру спортског комплекса.

## Утакмице репрезентација
Стадион је обновљен 2004. године. Стадион се тада могао користити за утакмице на Копа Америка 2004. Тај турнир се играо од 6. до 25. јула у Перуу. Овај стадион је био домаћин на пет утакмица, четири у групној фази турнира и четвртфиналу између Перуа и Аргентине (0:1).
| № | Датум         | Екипе               | Резултат | Посета                            | Такмичење |
| - | ------------- | ------------------- | -------- | --------------------------------- | --------- |
| 1 | 7. јул 2004.  | Мексико – Уругвај   | 2:2      | Копа Америка 2004. – групна фаза  | 18.472    |
| 2 | 7. јул 2004.  | Аргентина – Еквадор | 6:1      | Копа Америка 2004. – групна фаза  | 24.000    |
| 3 | 10. јул 2004. | Уругвај – Еквадор   | 2:1      | Копа Америка 2004. – групна фаза  | 25.000    |
| 4 | 10. јул 2004. | Аргентина – Мексико | 0:1      | Копа Америка 2004. – групна фаза  | 25.000    |
| 5 | 17. јул 2004. | Перу – Аргентина    | 0:1      | Копа Америка 2004. – четвртфинале | 25.000    |

Након тога стадион је коришћен за Светско првенство у фудбалу за играче до 17 година 2005. Такмичење је држано у Перуу од 16. септембра до 2. октобра 2005. Одиграно је пет утакмица по групама, као и полуфинале између Мексика и Холандије. Та утакмица је завршена победом Мексиканаца 4:0.  Фудбалски клуб Хуан Аурич стигао је до главног турнира јужноамеричког Копа либертадореса 2010. године. На овом стадиону утакмице су се играле против боливијског клуба Боливар (2:0), перуанске Алианзе Лиме (4-2) и аргентинског клуба Естудиантес (0-2).